# Типовые проекты петербургских мостов
Расположение Санкт-Петербурга в дельте реки Невы привело к необходимости постройки большого количества мостов.
В современном городе их сотни.
В истории города прослеживается явление строительства мостов по типовым проектам.

## Деревянные мосты через реку Мойку со щелью для пропуска мачтовых судов
Конструкция мостов была разработана по образцу голландских переправ. Один из первых проектов был разработан Г. ван Болесом и использовался в 1721-1737 годах. Этот архитектор строил Красный мост, Синий мост, Большой Конюшенный мост.

## Деревянные «Цветные» мосты через реку Мойку
Названия «цветных» мостов — «Жёлтого» (позже Певческого), «Зеленого» (Полицейского, потом Народного), «Красного» и «Синего» произошли оттого, что эти деревянные мосты были покрашены в разные цвета.
Первый из них переброшен через реку Мойку как продолжение Дворцовой площади, второй — по Невскому проспекту, третий — по Гороховой улице, четвёртый — по Исаакиевской площади.
Эти одинаковые по внешнему виду деревянные мосты в XVIII веке красились в разные цвета специально для различия, чтобы каждый из них имел «своё лицо».

## Каменные мосты через Фонтанку с деревянным разводным пролётом
| Мост                | Сроки строительства |
| ------------------- | ------------------- |
| Аничков мост        | С 1783 по 1787 годы |
| Старо-Калинкин мост | С 1786 по 1788 годы |

Крайние своды моста выполнены из камня, очерчены коробовыми кривыми и облицованы гранитными блоками.
Средний пролёт был разводной двухпролётный, изготовлен из дерева, раскрывался примитивным цепным механизмом.
Перильные ограждения моста представляли собой металлические секции между гранитными тумбами.
Их рисунок повторяет узор набережных Фонтанки.
Речные опоры внизу завершаются профилированными ледорезами треугольной формы.
Над ними возвышаются открытые гранитные башни классических пропорций увенчанные куполами, в которых находился подъёмный механизм моста.
Мосты строились по проекту Ж.-Р. Перроне, о чём свидетельствуют исторические упоминания. В годы строительства мостов этого проекта Жан-Родольф активно строил мосты во Франции, но по его методике построено множество мостов в мире.
| К. Ф. Кнаппе «Калинкин мост» . 1840 год Эрмитаж , Санкт-Петербург |  |
|                                                                   |  |
| К. Ф. Кнаппе                                                      |  |
| «Калинкин мост». 1840 год                                         |  |
| Эрмитаж, Санкт-Петербург                                          |  |

Каменные мосты этого типа были распространены в своё время. Сохранились в оригинальном виде (средний разводной деревянный пролёт заменён неразводным) только два — мост Ломоносова и Старо-Калинкин мост (перестроен, размеры изменены).

## Чугунные мосты через реку Мойку
Проект был разработан архитектором Вильямом Гесте и предполагал замену на месте деревянного моста новый, чугунный.
Первым был заменён Зелёный мост. 
Пролёт был перекрыт пологим сводом, собранным из пустых чугунных блоков (тюбингов). 
В стенках блоков были проделаны отверстия для соединяющих болтов. 
Основанием опор являются свайные ростверки. 
Консультантом проекта выступил Ф. П. де Воллан (Деволант).
В качестве идеи использовалось предложение конструкции моста Р. Фултона, опубликованное в Лондоне в 1796 году.
Тротуары были выложены гранитными плитами в одном уровне с проезжей частью и отделялись от неё металлическими прутьями между гранитными парапетными камнями. 
Перильные ограды моста были литыми, дополнительно были поставлены гранитные обелиски, увенчанные золочёными шарами. 
Прочность чугуна позволила сделать арку моста гораздо тоньше и изящнее, чем у тяжеловесных гранитных мостов, что придает самому мосту лёгкий, невесомый облик.